# Филатов, Владимир Петрович (полный кавалер ордена Славы)
Владимир Петрович Филатов (19 июля 1923 — 29 июня 1971) — старшина Красной армии, участник Великой Отечественной войны и полный кавалер ордена Славы.

## Биография
Владимир Петрович Филатов родился 19 июля 1923 года в Москве в семье рабочих. По национальности был русским. После окончания шести классов школы работал на 1-м государственном автомобильном заводе имени Сталина.
В октябре 1941 года Владимир Филатов был призван в ряды Красной армии, а с мая 1942 году начал принимать участие в боях Великой Отечественной войны. По состоянию на весну 1944 года Филатов служил автоматчиком в моторизованном батальоне автоматчиков (51-я гвардейская танковая бригада, 3-я гвардейская танковая армия). Продолжал служить в составе этого формирования вплоть до конца войны. Участвовал в освобождении Украины и Польши, а также в наступлении на Германию. В марте того же года за подавление вражеской пулемётной точки Владимир Петрович был награждён своей первой боевой наградой — медалью «За отвагу».
В период с 14 по 28 июля 1944 года во время боёв в Зборовском районе (Тернопольская область, Украина) и в районе города Перемышль (ныне Польша) младший сержант Владимир Филатов был связным командира роты и под вражеским огнём своевременно доставлял донесения в штаб батальона, забирая на обратном пути боеприпасы. Одновременно вынес с поля боя трёх раненых бойцов. Приказом по войскам 6-го гвардейского танкового корпуса от 17 августа 1944 года гвардии младший сержант Филатов Владимир Петрович награждён орденом Славы 3-й степени.
16 января 1945 года во время боя за освобождение города Пшедбуж (Польша) гвардии младший сержант Владимир Филатов был одним из первых ворвавшихся в траншею противника и увлёк за собой бойцов отделения. В бою автоматчиками было уничтожено 27 немецких солдат, семеро из них было уничтожено лично Владимиром Петровичем. 29 января 1945 года приказом по войскам 3-й гвардейской танковой армии от 29 января 1945 года он был награждён орденом Славы 2-й степени.
С 19 по 20 апреля 1945 года во время боя близ города Люббенау (район Верхний Шпревальд-Лаузиц, земля Бранденбург, Германия) Владимир Петрович уничтожил 9 немецких солдат и взял в плен шестерых «фаустников» вместе с их фаустпатронами, чем способствовал сохранению двух танков. Во время этого боя получил ранение, но продолжал оставаться в строю. Во время другого боя близ того же города он захватил фаустпатрон и, пробравшись во вражеский тыл, уничтожил противотанковое орудие противника, что обеспечило успешный вход советских танков в город. Во время дальнейшего наступления младший сержант Филатов уничтожил 5 немецких солдат и взял одного в плен. Во время этого боя Владимир Филатов, рискуя собственной жизнью, смог вынести раненого командира батальона, но при этом получил тяжёлое ранение и был отправлен в госпиталь. За это указом Президиума Верховного Совета СССР от 27 июня 1945 Владимир Петрович Филатов был награждён орденом Славы 1-й степени.
Владимир Филатов демобилизовался в 1946 году в звании старшины. После демобилизации работал слесарем-сборщиком на Московском автозаводе. Владимир Петрович скончался 29 июня 1971 года.

## Награды
Владимир Петрович Филатов был награждён следующими наградами:
- Орден Славы 1-й степени (27 июня 1945 — № 262)[3];
- Орден Славы 2-й степени (29 января 1945 — № 10227)[4];
- Орден Славы 3-й степени (17 августа 1944 — № 150435)[5];
- Медаль «За отвагу» (30 марта 1944);
- также ряд прочих медалей.